# Леон Опітц
Леон Опітц (нім. Leon Opitz, нар. 11 квітня 2005, Бад-Ольдесло, Німеччина) — німецький футболіст, півзахисник клубу «Вердер».

## Ігрова кар'єра

### Клубна
Леон Опітц пройшов через молодіжні команди клубів «Любек», «Гамбург» та «Вердер». В квітні 2023 року футболіст підписав професійний контракт з бременським клубом. 18 серпня 2023 року у матчі чемпіонату країни проти мюнхенської «Баварії» відбувся дебют Опітца на дорослому рівні. Паралельно з цим футболіст грав за резервну команду «Вердера» в Регіональній лізі.
У вересні 2023 року контракт гравця з клубом було продовжено.

### Збірна
У 2023 році Леон Опітц дебютував у складі юнацьких збірних Німеччини.